# Holt (Alabama)
Holt è un census-designated place (CDP) degli Stati Uniti d'America situato nella contea di Tuscaloosa dello stato dell'Alabama.